# Varennes (Tarn i Garonna)
Varennes – miejscowość i gmina we Francji, w regionie Oksytania, w departamencie Tarn i Garonna.
Według danych na rok 1990 gminę zamieszkiwało 409 osób, a gęstość zaludnienia wynosiła 28 osób/km² (wśród 3020 gmin regionu Midi-Pireneje Varennes plasuje się na 668. miejscu pod względem liczby ludności, natomiast pod względem powierzchni na miejscu 789.).

## Pomniki

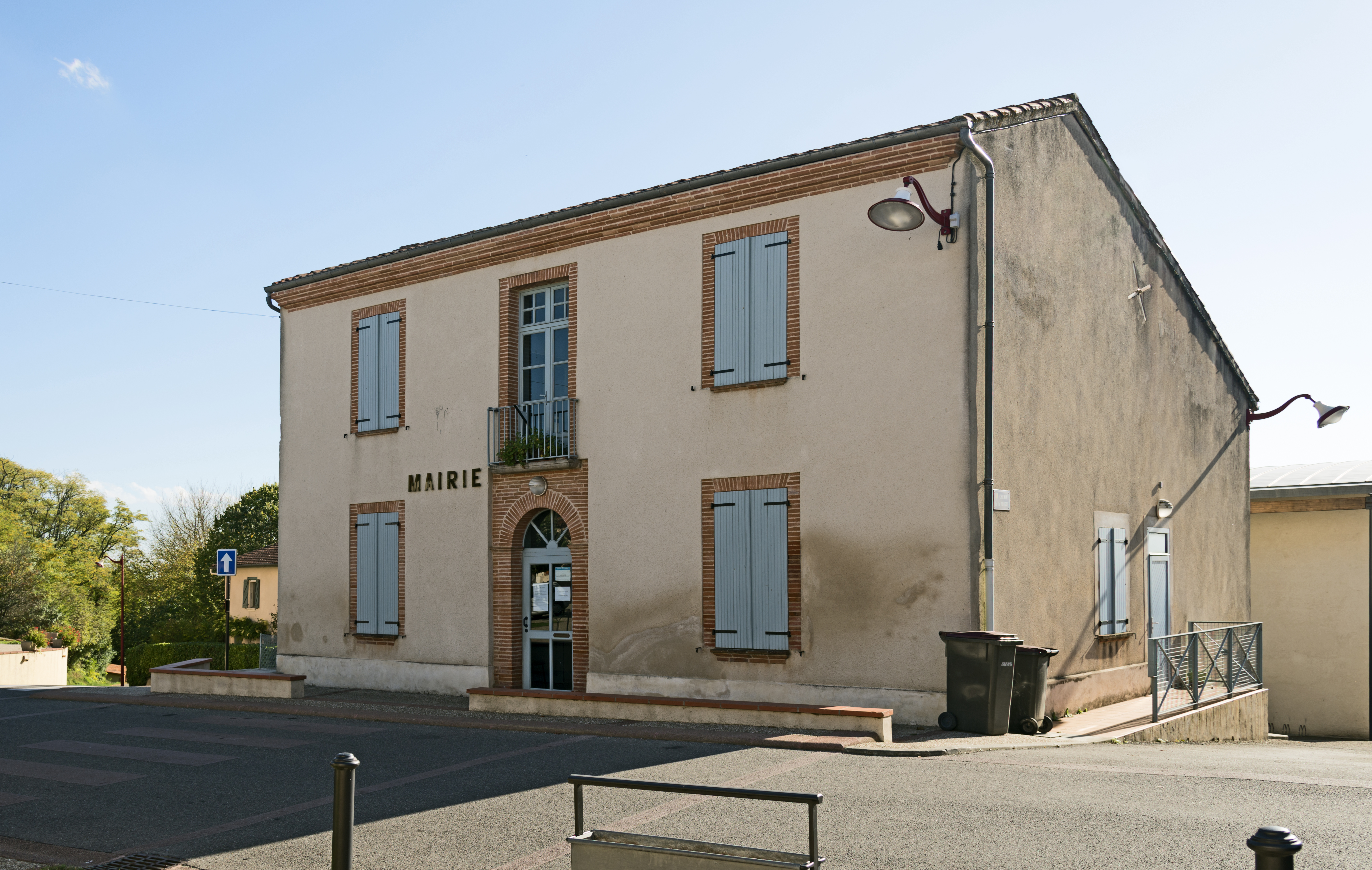
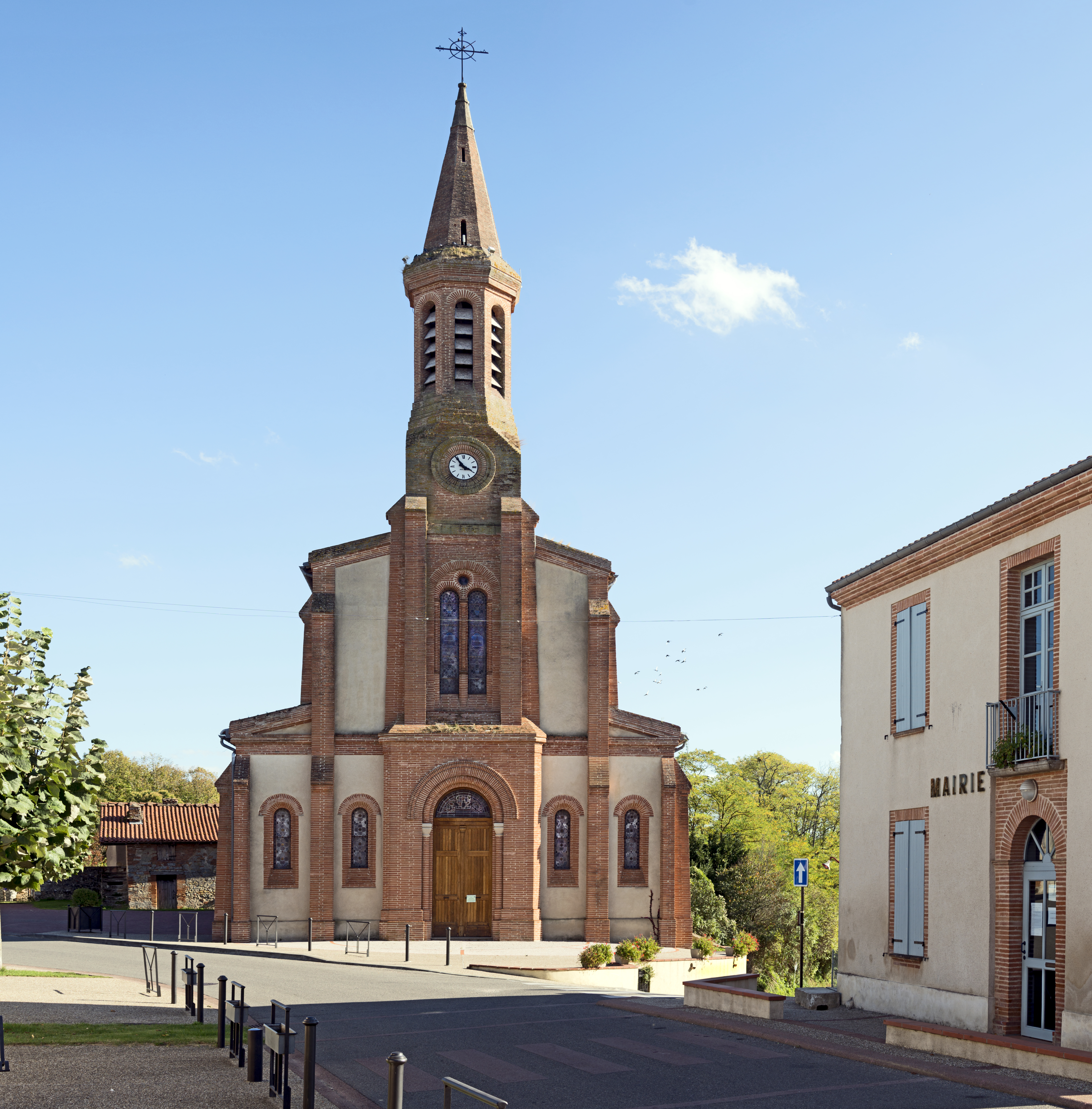